# Gauge del cono di luce
In fisica teorica, la gauge del cono di luce è un approccio per eliminare le indeterminazioni derivanti da una simmetria di gauge. In questa gauge una componente del campo A è posta uguale a zero oppure una componente di A è scritta come funzione delle altre variabili del campo.
In una teoria di gauge questa gauge del cono di luce è riferita alla condizione:
{\displaystyle A^{+}=0}
dove
{\displaystyle A^{+}(x^{0},x^{1},x^{2},x^{3})=A^{0}(x^{0},x^{1},x^{2},x^{3})+A^{3}(x^{0},x^{1},x^{2},x^{3})}
Si tratta in pratica di un metodo per eliminare gli esuberi impliciti di una simmetria di Yang-Mills.

## La gauge nella teoria di stringa
Nella teoria delle stringhe la gauge del cono di luce fissa l'invarianza di riparametrizzazione sul foglio di mondo, che è data da:
{\displaystyle X^{+}(\sigma ,\tau )=p^{+}\tau }
dove:
{\displaystyle p^{+}}
è una costante e
{\displaystyle \tau }
è il tempo nel foglio di mondo.
Il vantaggio della gauge del cono di luce è che tutti i campi ghost e gli altri gradi di libertà non fisici possono essere eliminati. Lo svantaggio è che qualche simmetria come la simmetria di Lorentz è oscurata, diventa non manifesta cioè difficile da dimostrare.

## Convenzioni analitiche in teoria delle stringhe
Come il moto di un punto materiale (zero dimensionale) è descritto dalla sua traiettoria  su un diagramma spazio-temporale, così una stringa uni-dimensionale è rappresentato da un foglio-mondo. Tutti i fogli di mondo hanno le dimensioni di una superficie bi-dimensionale e quindi abbiamo bisogno di due parametri per specificare un punto sul foglio; i fisici teorici delle stringhe utilizzare i simboli {\displaystyle \tau } e {\displaystyle \sigma }  per questi parametri. 
Se con d si indica il numero di dimensioni spaziali, possiamo rappresentare un punto nello spazio tempo in questo modo:
{\displaystyle x=(x^{0},x^{1},x^{2},\ldots ,x^{d}).}
Descriviamo una stringa utilizzando delle funzioni che mappano una posizione nello spazio dei parametri ({\displaystyle \tau } , {\displaystyle \sigma }) di un punto nello spaziotempo.  Per ogni valore di {\displaystyle \tau } e di {\displaystyle \sigma }, queste funzioni sono specificate da un unico vettore di tipo spazio-tempo:
{\displaystyle X(\tau ,\sigma )=(X^{0}(\tau ,\sigma ),X^{1}(\tau ,\sigma ),X^{2}(\tau ,\sigma ),\ldots ,X^{d}(\tau ,\sigma )).}
Le funzioni {\displaystyle X^{\mu }(\tau ,\sigma )} determinano la forma del foglio di mondo presa in considerazione.
Se {\displaystyle g_{\mu \nu }} è il tensore metrico nello spaziotempo (d+1)-dimensionale. Abbiamo che la grandezza:
{\displaystyle h_{ab}=g_{\mu \nu }{\frac {\partial X^{\mu }}{\partial \sigma ^{a}}}{\frac {\partial X^{\nu }}{\partial \sigma ^{b}}}\ }
è il tensore metrico indotto sui fogli di mondo.
L'area {\displaystyle {\mathcal {A}}} sul foglio di mondo è data da:
{\displaystyle \mathrm {d} {\mathcal {A}}=\mathrm {d} ^{2}\sigma {\sqrt {-h}}}
dove
{\displaystyle \mathrm {d} ^{2}\sigma =\mathrm {d} \sigma \,\mathrm {d} \tau }
e 
{\displaystyle h=\mathrm {det} \left(h_{ab}\right)\ }
Usando la seguente notazione:
{\displaystyle {\dot {X}}={\frac {\partial X}{\partial \tau }}}
e
{\displaystyle X'={\frac {\partial X}{\partial \sigma }},}
si può riscrivere il tensore metrico {\displaystyle h_{ab}} in questo modo:
{\displaystyle h_{ab}=\left({\begin{array}{cc}{\dot {X}}^{2}&{\dot {X}}\cdot X'\\X'\cdot {\dot {X}}&X'^{2}\end{array}}\right)\ }
{\displaystyle h={\dot {X}}^{2}X'^{2}-({\dot {X}}\cdot X')^{2}}.

## Stringa
Una stringa è una struttura sub-atomica ipotetica, è uno dei principali oggetti di studio in una teoria delle stringhe ed è una branca della fisica teorica. Ci sono diverse teorie delle stringhe, molte delle quali sono unificate attraverso la M-teoria.  Una stringa è un oggetto con una sola estensione spaziale a differenza di una particella elementare che è zero dimensionale o un punto.
Postulando questa struttura unidimensionale, molte caratteristiche di una teoria più fondamentale della fisica emergono automaticamente; in particolare, quasi ogni teoria delle stringhe è coerente con la meccanica quantistica  e contiene anche la gravità quantistica.
La scala di lunghezza caratteristica delle stringhe è dell'ordine della lunghezza di Planck, cioè è alla scala in cui si ritiene che gli effetti della gravità quantistica divengano significativi:
{\displaystyle \ell _{P}={\sqrt {\frac {\hbar G}{c^{3}}}}\cong 1.61624(12)\times 10^{-35}} m
Su scale di lunghezza molto più grande, come ad esempio alle scale visibili in un laboratorio di fisica, questi oggetti sarebbero indistinguibili da particelle di tipo punto ovvero zero-dimensionali. I diversi modi di vibrazione della stringa e la sua struttura si manifestano come diverse particelle elementari del modello standard della teoria quantistica dei campi. Per esempio, uno stato della stringa sarebbe associato ad un fotone ed un altro stato con un quark.

### Testi divulgativi
- Particelle,stringhe e altro di Warren Siegel, Di Renzo Editore (2008), ISBN 88-8323-204-6.
- L'Universo Elegante di Brian Greene, Einaudi (2000), ISBN 88-06-15523-7.
- La Trama del Cosmo di Brian Greene, Einaudi (2004), ISBN 88-06-18091-6
- La Materia-Specchio di Robert Foot, Macro Edizioni (2005) ISBN 88-7507-448-8
- Un Universo Diverso di Robert Laughlin, Codice Edizioni (2006) ISBN 88-7578-033-1
- Il Cervello Quantico di Jeffrey Satinover, Macro Edizioni (2002) ISBN 88-7507-408-9
- Il Giardino delle Particelle di Gordon Kane, Tea Edizioni (1997) ISBN 88-502-0125-7
- Il Paesaggio Cosmico: Dalla teoria delle stringhe al megaverso di Leonard Susskind, Adelphi (2006), ISBN 88-459-2153-0
- Neanche sbagliata. Il fallimento della teoria delle stringhe e la corsa all'unificazione delle leggi della fisica. di Peter Woit, Codice Edizioni, (2007) ISBN 88-7578-072-2
- Rischiare con Dio (dopo Einstein) di Antonino Palumbo, Edizioni Scientifiche Italiane, (2006), ISBN 88-495-1257-0
- L'Unificazione della Conoscenza di Antonino Palumbo, Edizioni Scientifiche Italiane, (2008), ISBN 978-88-495-1745-3

### Manuali
- Michael Green, John Schwarz and Edward Witten, Superstring theory, Cambridge University Press (1987). Il libro di testo originale.
  - Vol. 1: Introduction, ISBN 0-521-35752-7.
  - Vol. 2: Loop amplitudes, anomalies and phenomenology, ISBN 0-521-35753-5.
- Johnson, Clifford, D-branes, Cambridge University Press (2003). ISBN 0-521-80912-6.
- Joseph Polchinski, String Theory, Cambridge University Press (1998). Un testo moderno.
  - Vol. 1: An introduction to the bosonic string, ISBN 0-521-63303-6.
  - Vol. 2: Superstring theory and beyond, ISBN 0-521-63304-4.
- Zwiebach, Barton.  A First Course in String Theory.  Cambridge University Press (2004).  ISBN 0-521-83143-1.  Sono disponibili correzioni  online.